# The Shadow Shows World Tour
The Shadows Shows World Tour es la cuarta gira mundial de la soprano Tarja Turunen comenzó el 5 de junio de 2016.
La cantante canadiense Alissa White-Gluz que canta en "Demons in You" del álbum The Shadow Self, también se unió a Tarja en el escenario en Wacken Open Air para interpretar la canción en vivo. 
Tarja también participó en dos conciertos de la banda holandesa Within Temptation cantando "Paradise (What About Us?)" Como parte del Hydra World Tour, actuando con ellos en Hellfest y en el festival M'era Luna en junio y agosto de 2016, respectivamente.

## Lista de canciones

### Canciones propias
My Winter Storm
- «I Walk Alone»
- «The Reign»
- «Sing for me»
- «Die Alive»
- «Ciarán's Well»

What Lies Beneath
- «Until My Last Breath»
- «Little Lies»
- «Falling Awake»

Colours in the Dark
- «Victim of Ritual»
- «500 Letters»
- «Lucid Dreamer»
- «Never Enough»
- «Mystique Voyage»
- «Deliverance»
- «Until Silence»

The Brightest Void
- «No Bitter End»
- «Eagle Eye»
- «Shameless»
- «House of Max»
- «Goldfinger»
- «Paradise (What About Us?)»

The Shadow Self
- «Innocence»
- «Demons in You»
- «Love to hate»
- «Supremacy»
- «The Living End»
- «Diva»
- «Undertaker»
- «Calling from the wild»
- «Too Many»
- «This Is a Hit-Song»

From Spirits and Ghosts (Score for a Dark Christmas)
- «Together» (Interpretado únicamente en Argentina)

### Canciones de Nightwish
- «Ever Dream»
- «Slaying The Dreamer»
- «The Riddler»
- «Tutankhamen»

## Fechas

### 2016
| Europa                  |                           |                    |                            |
| 5 de junio de 2016      | Londres                   | Reino Unido        | Rock on Green (festival)   |
| 6 de junio de 2016      | Londres                   | Reino Unido        | Metropolis Studio          |
| 11 de junio de 2016     | Kouvola                   | Finlandia          | Vakunna Piknik             |
| 19 de junio de 2016     | Clisson                   | Francia            | Hellfest                   |
| Asia                    |                           |                    |                            |
| 22 de junio de 2016     | Beijing                   | China              | Tango                      |
| 23 de junio de 2016     | Shanghái                  | China              | Mao Livehouse              |
| 25 de junio de 2016     | Taipéi                    | República de China | ATT Showbox                |
| 26 de junio de 2016     | Kowloon                   | Hong Kong          | Music Zone                 |
| Festivales de verano    |                           |                    |                            |
| 16 de julio de 2016     | Kostrzyn nad Odrą         | Polonia            | Woodstock Festival         |
| 17 de julio de 2016     | Vizovice                  | República Checa    | Masters of Rock            |
| 21 de julio de 2016     | Nordholz                  | Alemania           | Deichbrand Festival        |
| 23 de julio de 2016     | Colonia                   | Alemania           | Amphi Festival             |
| 5 de agosto de 2016     | Wacken                    | Alemania           | Wacken Open Air            |
| 6 de agosto de 2016     | Rejmyre                   | Suecia             | Skogsröjet Festival        |
| 7 de agosto de 2016     | Saint-Maurice-de-Gourdans | Francia            | Sylak Open Air             |
| 13 de agosto de 2016    | Villena                   | España             | Leyendas del Rock Festival |
| 18 de agosto de 2016    | Kotka                     | Finlandia          | Kotkan Konserttitalo       |
| 19 de agosto de 2016    | Kouvola                   | Finlandia          | Kävelykatu Manski          |
| Europa 2                |                           |                    |                            |
| 7 de octubre de 2016    | Hannover                  | Alemania           | Capitol Hannover           |
| 8 de octubre de 2016    | Hamburgo                  | Alemania           | Docks                      |
| 10 de octubre de 2016   | Berlín                    | Alemania           | Huxleys Neue Welt          |
| 11 de octubre de 2016   | Colonia                   | Alemania           | Live Music Hall            |
| 12 de octubre de 2016   | Fráncfort del Meno        | Alemania           | Batschkapp                 |
| 14 de octubre de 2016   | Stuttgart                 | Alemania           | Im Wizemann                |
| 15 de octubre de 2016   | Múnich                    | Alemania           | Backstage Club             |
| 18 de octubre de 2016   | Pratteln                  | República Checa    | Z7                         |
| 19 de octubre de 2016   | Viena                     | Austria            | Szene Club                 |
| 21 de octubre de 2016   | Haarlem                   | Países Bajos       | Patronaat                  |
| 22 de octubre de 2016   | Hengelo                   | Países Bajos       | Poppodium Metropol         |
| 23 de octubre de 2016   | Wieze                     | Bélgica            | Metal Female Voices Fest   |
| 4 de noviembre de 2016  | Lisboa                    | Portugal           | Aula Magna                 |
| 5 de noviembre de 2016  | Madrid                    | España             | Joy Eslava                 |
| 6 de noviembre de 2016  | Barcelona                 | España             | Teatro Barts               |
| 8 de noviembre de 2016  | Lyon                      | Francia            | Le Transbordeur            |
| 9 de noviembre de 2016  | París                     | Francia            | Casino de Paris            |
| 28 de noviembre de 2016 | Florencia                 | Italia             | Teatro Obihall             |
| 29 de noviembre de 2016 | Milán                     | Italia             | Teatro della Luna          |
| 1 de diciembre de 2016  | Praga                     | República Checa    | Forum Karlim               |
| 2 de diciembre de 2016  | Košice                    | Eslovaquia         | Angels Aréna               |
| 3 de diciembre de 2016  | Zlín                      | República Checa    | Hall Euronics              |
| 5 de diciembre de 2016  | Varsovia                  | Polonia            | Progresja                  |
| 6 de diciembre de 2016  | Breslavia                 | Polonia            | Sala Stadion               |
| 7 de diciembre de 2016  | Bratislava                | Eslovaquia         | Majestic Music Club        |

### 2017
| Europa                   |                     |                 |                           |
| 1 de febrero de 2017     | Budapest            | Hungría         | Barba Negra               |
| 2 de febrero de 2017     | Timișoara           | Rumania         | Filarmonica Banatul       |
| 3 de febrero de 2017     | Bucarest            | Rumania         | Sala Palatului            |
| 5 de febrero de 2017     | Atenas              | Grecia          | Fuzz Club                 |
| 6 de febrero de 2017     | Salónica            | Grecia          | Principal                 |
| 7 de febrero de 2017     | Sófia               | Bulgaria        | Universiada Hall          |
| 9 de febrero de 2017     | Esmirna             | Turquía         | Izmir Arena               |
| 10 de febrero de 2017    | Istambul            | Turquía         | Küçükçiftlik Park         |
| 9 de marzo de 2017       | Mánchester          | Inglaterra      | Academy 2                 |
| 10 de marzo de 2017      | Londres             | Inglaterra      | KOKO                      |
| 11 de marzo de 2017      | Leeuwarden          | Países Bajos    | Neushoorn                 |
| 13 de marzo de 2017      | Helmond             | Países Bajos    | De Cacaofabriek           |
| 14 de marzo de 2017      | Enschede            | Países Bajos    | Atak                      |
| 15 de marzo de 2017      | Luxemburgo          | Luxemburgo      | Kulturfabrik              |
| 18 de marzo de 2017      | Soleura             | Suiza           | Kulturfabrik Kofmehl      |
| América del Sur          |                     |                 |                           |
| 20 de mayo de 2017       | São Paulo           | Brasil          | Tom Brasil                |
| Europa                   |                     |                 |                           |
| 3 de junio de 2017       | Plzeň               | República Checa | Metalfest Open Air        |
| Medio Oriente            |                     |                 |                           |
| 5 de junio de 2017       | Tel Aviv            | Israel          | Havana Club               |
| Europa                   |                     |                 |                           |
| 16 de junho de 2017      | Dessel              | Bélgica         | Graspop Metal Meeting     |
| 17 de junio de 2017      | Sankt Goarshausen   | Alemania        | Rock Fels Festival        |
| América del Norte        |                     |                 |                           |
| 27 de septiembre de 2017 | San Luis            | México          | Cineteca Alameda          |
| 29 de septiembre de 2017 | Guadalajara         | México          | C3 Stage                  |
| 2 de octubre de 2017     | Mérida              | México          | Hacienda Cheku            |
| América del Sur          |                     |                 |                           |
| 4 de octubre de 2017     | Tegucigalpa         | Honduras        | Hotel Plaza Juan Carlos   |
| 6 de octubre de 2017     | Ciudad de Guatemala | Guatemala       | Teatro Lux                |
| 21 de octubre de 2017    | La Paz              | Bolivia         | Teatro al Aire Libre      |
| América del Norte        |                     |                 |                           |
| 24 de octubre de 2017    | Ciudad de México    | México          | Plaza Condesa             |
| 28 de octubre de 2017    | Monterrey           | México          | Parque Fundidora          |
| 29 de octubre de 2017    | Puebla              | México          | Ex Hacienda San Cristóbal |
| América del Sur          |                     |                 |                           |
| 18 de noviembre de 2017  | Quito               | Ecuador         | Teatro Nacional           |
| 22 de noviembre de 2017  | Rosario             | Argentina       | Teatro El Círculo         |
| 24 de noviembre de 2017  | Córdoba             | Argentina       | XL Abasto                 |
| 25 de noviembre de 2017  | Buenos Aires        | Argentina       | Luna Park                 |
| 27 de noviembre de 2017  | Montevideo          | Uruguay         | La trastienda             |

### 2018
| Festivales de verano     |                |                 |                                |
| 9 de junio de 2018       | Norje          | Suecia          | Sweden Rock Festival           |
| 20 de julio de 2018      | Ternopil       | Ucrania         | Faine Misto                    |
| 28 de julio de 2018      | Vasa           | Finlandia       | Vaassa Festival                |
| 4 de agosto de 2018      | Kemi           | Finlandia       | Satama Open Air                |
| 6 de agosto de 2018      | Bylos          | Líbano          | Byblos International Festival  |
| América Latina           |                |                 |                                |
| 25 de agosto de 2018     | Río de Janeiro | Brasil          | Circo Voador                   |
| 26 de agosto de 2018     | Belo Horizonte | Brasil          | Cine Theatro Brasil Vallourec  |
| 30 de agosto de 2018     | Manaos         | Brasil          | Teatro Manauara                |
| 1 de septiembre de 2018  | São Paulo      | Brasil          | Tom Brasil                     |
| 2 de septiembre de 2018  | Brasília       | Brasil          | Toinha Show                    |
| 4 de septiembre de 2018  | Lima           | Perú            | Centro de Convenciones Festiva |
| América del Norte        |                |                 |                                |
| 6 de septiembre de 2018  | Chicago        | Estados Unidos  | Patio Theatre                  |
| 8 de septiembre de 2018  | Atlanta        | Estados Unidos  | Center Stage                   |
| 9 de septiembre de 2018  | Nueva York     | Estados Unidos  | The Gramercy Theatre           |
| 14 de septiembre de 2018 | Los Ángeles    | Estados Unidos  | El Rey Theatre                 |
| 15 de septiembre de 2018 | Ciudad Juárez  | México          | Centro Cultural Paso del Norte |
| Europa                   |                |                 |                                |
| 29 de octubre de 2018    | Sofia          | Bulgaria        | Universiada Hall               |
| 20 de octubre de 2018    | Innsbruck      | Austria         | Music Hall                     |
| 21 de octubre de 2018    | Praga          | República Checa | Forum Karlín                   |
| 22 de octubre de 2018    | Berlin         | Alemania        | Festsaal Kreuzberg             |
| 25 de octubre de 2018    | Kraków         | Polonia         | Klub Studio                    |
| 24 de octubre de 2018    | Gdańsk         | Polonia         | B90                            |
| 26 de octubre de 2018    | Dresden        | Alemania        | Reithalle Strasse              |
| 28 de octubre de 2018    | Budapest       | Hungría         | Barba Negra Music Club         |

## Miembros
- Tarja Turunen: Voz
- Christian Kretschmar: Teclados
- Kevin Chown: Bajo
- Alex Scholpp: Guitarra
- Max Lilja: Chelo
- Tim Schreiner : Batería

## Actos de apertura
- Suddenlash
- Skinflint
- Amaranthe
- Delain
- Anvision
- Ragdoll Sunday
- Scarlet Aura